# Neria
Neria es una película de Zimbabue filmada en colores dirigida por Godwin Mawuru sobre el guion de Tsitsi Dangarembga y Louise Riber que se estrenó en 1993 y que tuvo como actores principales a Kubi Chaza,  Dominic Kanaventi,  Oliver 'Tuku' Mtukudzi, Jesesi Mungoshi y Tsitsi Nyamukapa. El filme se asemeja en su forma al melodrama del siglo XIX, tiene como tema la colisión entre la modernidad de la sociedad urbana y el apego a las costumbres ancestrales por parte de los pobladores de los pueblos rurales. Esta es la primera película del director y se ha considerado que probablemente fue la película de Zimbabue con mayor cantidad de público todos los tiempos.

## Sinopsis
Neria trabaja confeccionando ropa y vive en la ciudad con su esposo Patrick y dos hijos, y cuando el marido fallece en un accidente se desatan problemas con la familia de este, que vive en un pequeño poblado apegada a las costumbres ancestrales. Phileas, el  codicioso hermano mayor de Patrick, aprovecha una perversión aparentemente demasiado común de la ley tribal y de inmediato se apodera del dinero que tenía en su casa y de su auto. Neria sigue trabajando y un día al volver a su casa encuentra que Phileas también se ha apropiado de ella y de sus muebles y se ha llevado a sus hijos. Después de recuperar a sus hijos, Neria es alenatada por su vecina y compañera de trabajo moderna, Connie que la lleva a un abogado que conoce y con su ayuda recurre a los tribunales para recuperar legalmente sus bienes y la custodia de sus hijos. Más adelante volverá a desafiar la cultura tradicional al negarse a casarse con uno de sus cuñados.

## Reparto
- Kubi Chaza	...	Connie
- Anthony Chinyanga	...	Sr. Chigwanzi
- Dominic Kanaventi	...	Phineas
- Manyika Kangai	...	Shingi
- Sharon Malujlo	...	turista canadiense
- Claude Maredza	...	Sr. Machacha
- Emmanuel Mbrirmi	...	Patrick
- Oliver 'Tuku' Mtukudzi	...	Jethro – hermano de Neria
- Jesesi Mungoshi	...	Neria
- Violet Ndlovu	...	Ambuya
- Tsitsi Nyamukapa	...	Mavis

## Premio
Por esta película, Godwin Mawuru fue galardonado en el Festival de cine de Cartago con el Premio Organización para la Unidad Africana OUA al Mejor Director.

## Críticas
Rita Kempley en el Washington Post escribió sobre la película:

“un drama de aficionados ubicado en los tribunales de Zimbabwe, explora la aparición de un movimiento de derechos de las mujeres en esa república africana cada vez más urbana. La modesta película también analiza la relación incómoda entre los habitantes de la ciudad de mentalidad moderna y sus familiares  que viven recluidos en las aldeas… El director Godwin Mawuru, un cineasta primerizo, mezcla torpemente interludios musicales (con la estrella de grabación africana Tuku), cuentos populares, vocabulario legal y narrativa tradicional para contar la historia. La película más taquillera en la historia de Zimbabue, sin duda, es una gran ayuda para las mujeres que se encuentran en circunstancias similares.

Lawrence opinó en la revista Variety:

”… una película contundente sobre una mujer indomable. Ya es un gran éxito en su país, la imagen se perfila como una atracción inusual para el público afroamericano cansado de la explotación de Hollywood… El director…se remonta a una forma que se asemeja al melodrama del siglo XIX, completa con un villano que se hace sonar los labios y que casi se tuerce el bigote.… El choque entre las formas tradicionales y modernas es la causa de los problemas de Neria.….el guion … explica todos los problemas de manera imparcial en dos escenas de la corte.… Phineas presenta un caso convincente sobre por qué, según la costumbre, él y no Neria deberían estar a cargo de la herencia familiar. Después de un poco de suspenso, un juez arregla las cosas. Una conmovedora coda hace que Neria afirme su nuevo feminismo y desafíe la cultura al negarse a casarse con uno de sus cuñados después de un año de luto...El elenco de apoyo es sólido, particularmente Ndlovu como la suegra malhumorada pero de buen corazón.

## Análisis ideológico
Phebbie Sakarombe en su estudio “Gendering Cruelty: An Investigation or Depiction of the Cruel Male in Goodwin Mawuru’s Neria (1993)sostiene que la película es valiosa en cuanto apoya la necesidad de que la sociedad respete a las mujeres en general, y a las viudas y huérfanos en particular. Sin embargo, la critica porque dice que al centrarse en la conducta de un hombre cruel como el personaje Phineas, está desviando la atención de los factores que sostiene son los realmente relevantes, que son las presiones capitalistas y las relaciones económicas de explotación. La película omite, a su juicio, relacionar la crueldad de Phineas con los estereotipos coloniales  y explicar las razones de fondo por las cuales la autoridad persigue el cambio de comportamiento de la sociedad. Señala el autor que organizaciones no gubernamentales como la productora de la película persiguen “civilizar” a los nativos, en gran medida para transformarlos en mano de obra barata para el hombre blanco. Al mostrar en el final que Phineas es incapaz de cambiar, la película está dividiendo a los varones africanos entre personas atrasadas que no pueden ser ayudadas (Phineas) y buenas que ya están modernizado y convertido (Patrick, Jethro).